# Тектиты
Текти́ты (др.-греч. τηκτός — «расплавленный» или «расплавившийся») — класс импактитных пород, представляющий собой небольшие оплавленные кусочки светло-зелёного, тёмно-зелёного, иногда чёрного, беловатого или жёлтого стекла самой разнообразной формы, чаще всего — с характерными включениями в виде пузырьков газа:435. Имеют метеоритное, астероидное или кометное происхождение.

## История изучения

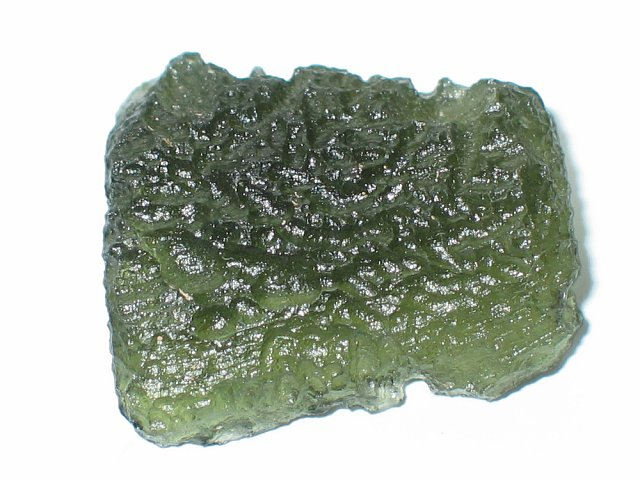
Молдавит

Находки многочисленных небольших кусочков стекла на юге Чехии известны достаточно давно и зафиксированы с 1787 года. Это стекло получило название «молдавита» (по немецкому названию реки Влтава). В связи с полным отсутствием в этом районе какой-либо вулканической активности с самого начала было понятно, что это стекло по своему происхождению принципиально отличается от обсидиана. В начале XIX века была выдвинута вполне правдоподобная теория, согласно которой молдавит представляет собой куски стекла, оставшиеся на месте доисторических стекловарных мастерских. Однако эту теорию опровергли, когда столетие спустя похожие куски стекла были обнаружены в районах, очевидно удалённых от центров древних цивилизаций:435.
Термин тектит ввёл в 1900 году австрийский геолог Эдуард Зюсс. Изучая чешские ископаемые стёкла, он пришёл к заключению, что они имеют метеоритную природу происхождения. Основанием для вывода стало визуальное сравнение нескольких групп образцов различных минералов. Изучая большую выборку моравских и богемских молдавитов, Зюсс обратил внимание на многократно повторяющиеся характерные повреждения, бороздки и завитки на стеклянной поверхности. Хотя и ранее на эту особенность молдавитов обращали внимание, однако до той поры не было выдвинуто ни одного правдоподобного объяснения природы происхождения неровностей. Между тем, очень похожие повреждения профессор Зюсс уже встречал ранее на поверхностях метеоритных осколков разного происхождения, которые находились в его личной коллекции. Сопоставив факты и сравнив характер неровностей, профессор Зюсс сделал однозначный вывод о метеоритном происхождении молдавита.

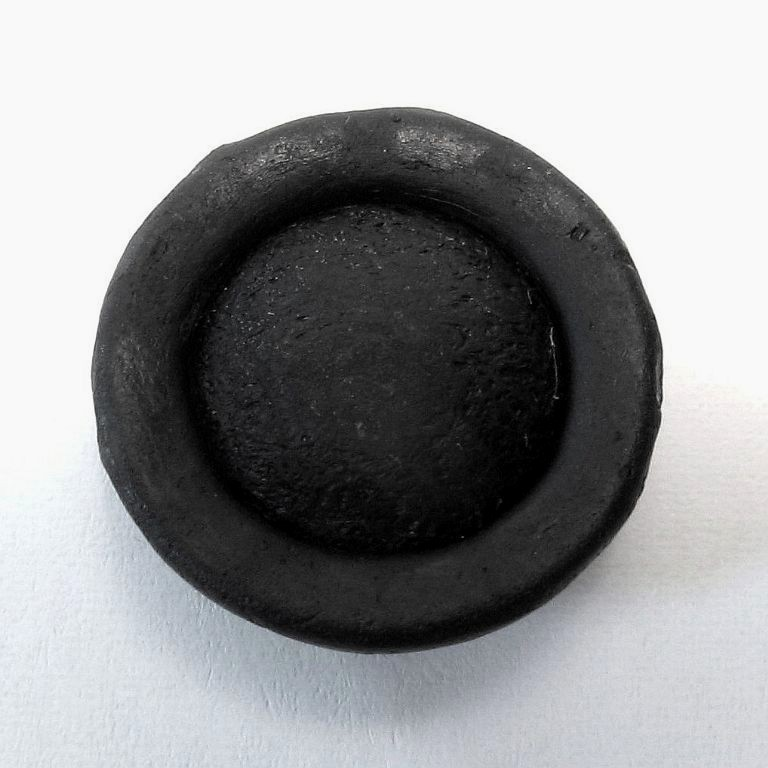
Дисковый австралит

В 1933 году Л. Дж. Спенсер предположил, что тектиты — это «импактные стёкла», образованные при плавлении пород на поверхности Земли. Он обнаружил их в метеоритных кратерах Хенбюри (Австралия) и Вабар (Саудовская Аравия).
В 1939 году В. Е. Барнс считал тектиты разновидностью фульгуритов, образованной ударом молнии. Впоследствии он встал на сторону Л. Дж. Спенсера.
Существует также гипотеза о внеземном происхождении тектитов с транспортом их в составе комет, активно разрабатывавшаяся российским учёным-геологом Э. П. Изохом и, в настоящее время, Е. В. Дмитриевым.
Гипотезу тектитов как результата «космического визита» в 1960-е годы активно разрабатывал известный советский математик М. Агрест. Одно время сторонником этой теории был также австралийский геолог Джордж Бейкер, на основе своих измерений считавший, что «австралитам» не более пяти тысяч лет.
Одним из известнейших советских специалистов по тектитам в 1960-е годы был Г. Г. Воробьёв, выпустивший на эту тему несколько научных и научно-популярных работ.
Большое значение для прояснения гипотезы о космической природе тектитов имело сначала предположение, выдвинутое в 1962 году, а затем, спустя полвека, в 2006—2009 годах — и открытие в Антарктиде, на Земле Уилкса скрытой под слоем льда гигантской астроблемы, имеющей около 240 км в диаметре. Этот громадный кратер оказался как раз в конечной точке Австрало-Тасманийской дуги, являющейся основным ареалом нахождения тектитов Южного полушария.

## Происхождение

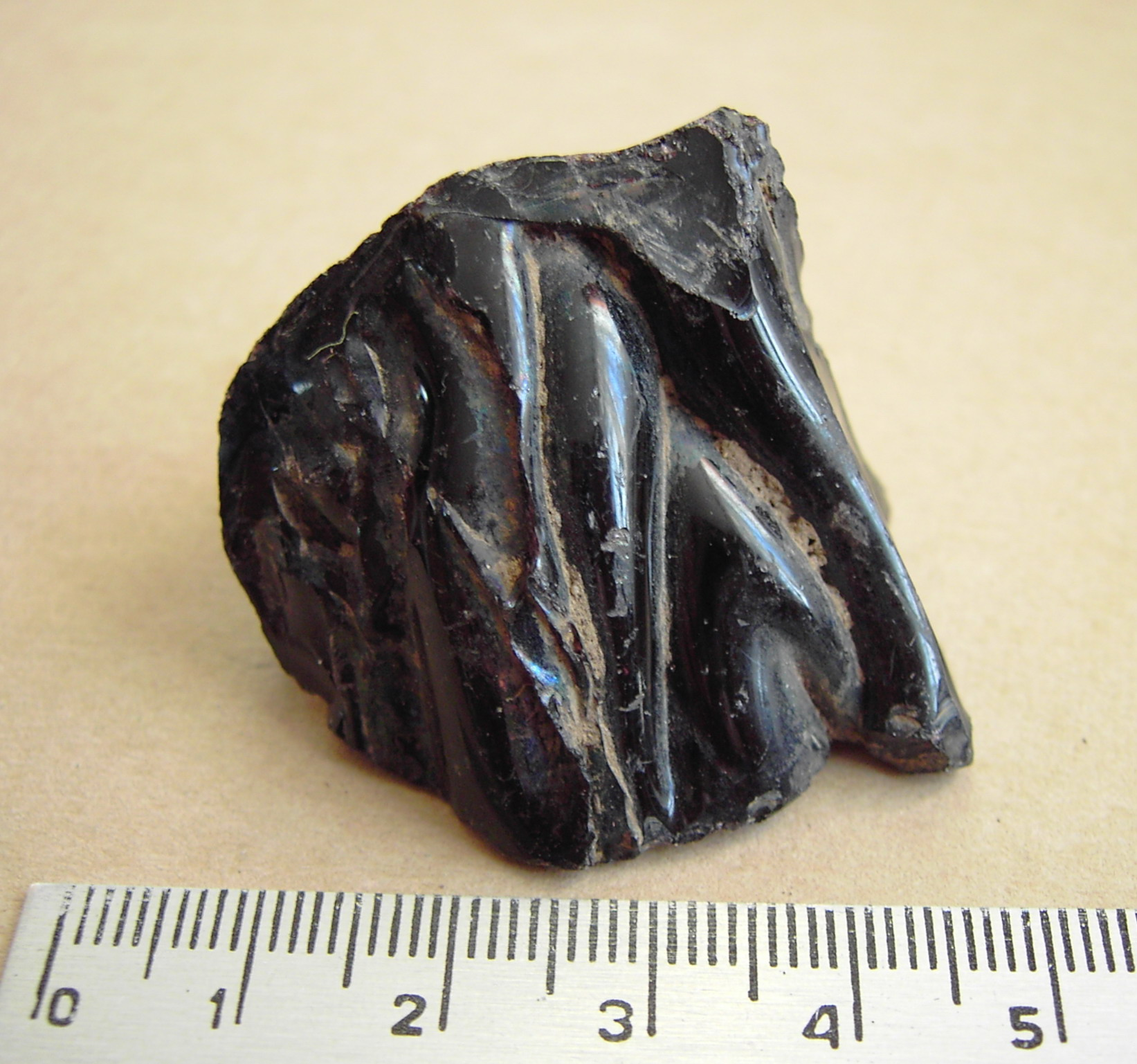
Нижегородский тектит

- Тектиты происходят из части очага расплава, имеющего наивысшую степень нагрева, что обеспечило полное отсутствие в них минеральных частиц.
- Одновременно с тектитами образуются субтектиты (в основном это шлаки и пемзы), которые также являются кометными фульгуритами. Они менее проплавлены, содержат включения родительской породы и представляют собой стеклованные стенки молниепроводных каналов в теле кометного ядра, что делает их ценными объектами для исследований кометного вещества.
- Тектиты-австралиты, имеющие аэродинамические формы, образуются при застывании фрагментированной струи расплава, выброшенного в окружающую среду из входного отверстия молниеотводного канала. На заключительном этапе процесса скорость струи падает и вокруг отверстия формируется тектитовый кир из застывших наплывов вытекающего тектитового расплава.
- Очевидным аргументом в пользу космического происхождения тектитов явилось выпадение первого в истории современной науки тектитового дождя в конце прошлого века (1996—1997 годы) в Нижегородской области[11].
- В Красноярском крае была обнаружена россыпь зелёных стёкол — тектитов-канскитов, выпавших восточнее г. Канск из орбитального попутчика Тунгусского метеорита.
- В 2012 г. в Калужской области обнаружены тектиты-протваниты в поле рассеяния осколков Боровского кометного метеорита. В нижегородских тектитах и канскитах обнаружены частицы самородных металлов — индикаторов космического вещества.
- Особый интерес для исследований происхождения тектитов представляет кратер Жаманшин в Казахстане.

## Химический состав

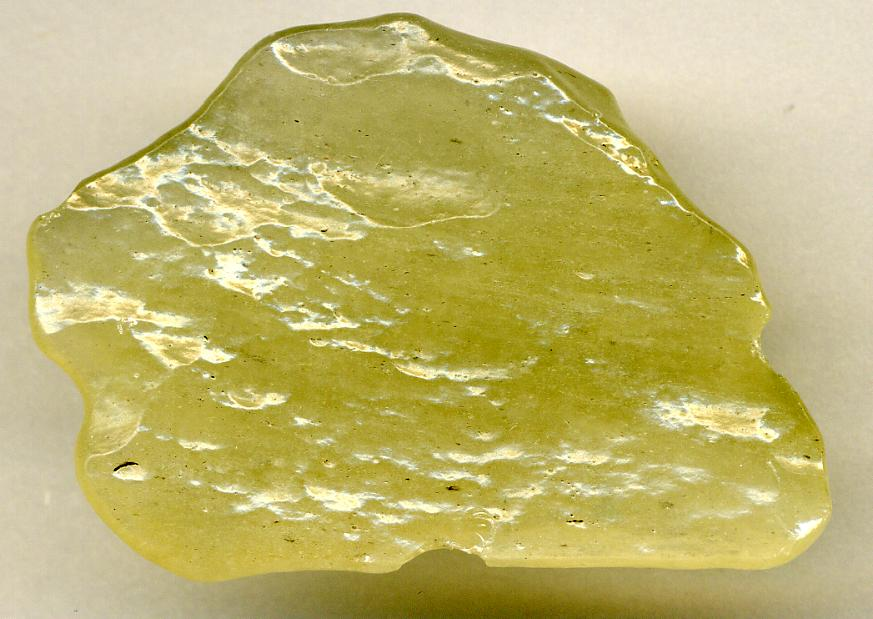
Ливийское стекло

- Тектиты состоят в основном из диоксида кремния (68—82 %) с высоким содержанием оксида алюминия, не содержат воды, а их микрополости заполнены смесью из углекислого газа, водорода, метана и редких газов. Исключением является ливийское стекло, встречающееся в Ливийской пустыне и являющееся почти чистым кремнистым стеклом, содержащим небольшое количество воды. Ещё одна разновидность, дарвинское стекло, по своему составу также выходит за границы, характерные для большинства тектитов (содержание кремнезёма выше 86 %)[1].
- Нижегородские тектиты характеризуется высокими содержаниями натрия, бария и марганца, канскиты также имеют высокое содержание натрия, тектиты-протваниты отличаются высоким содержанием кальция.

## Внешний вид

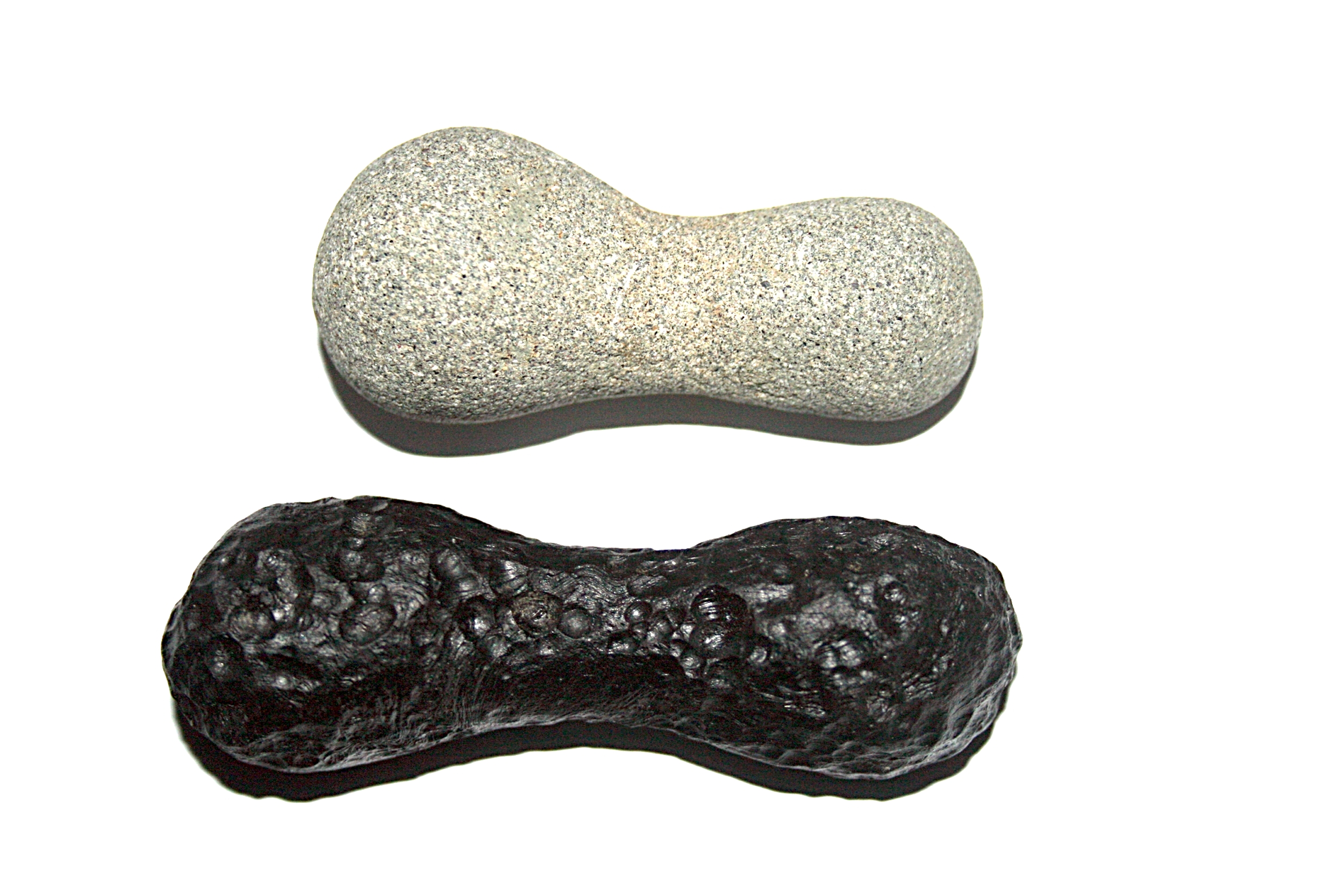
Тектит (на переднем плане) и песчаная конкреция

По внешнему виду и свойствам тектиты немного напоминают обсидиан, однако отличаются от него по химическому составу. Некоторые напоминают маленькие гантели или тарелочки, другие похожи на груши, луковицы, пальцы, пуговицы, полые сферы, лодочки, слёзки, полые тонкостенные шары, ядра, диски, пластины, монеты, бобы и трилобиты. Отдельные образцы имеют сложную скульптуру, как будто их поверхность была изъедена. Неспециалист вполне может спутать их с осколками обычного бутылочного стекла. В начале XX века эти странные образования были названы тектитами (от др.-греч. τηκτός, что означает «оплавленный»). Размеры их различны — от крошечных стеклянных бусинок до кусков, сравнимых по величине с куриным яйцом и весящих почти полкилограмма и больше.

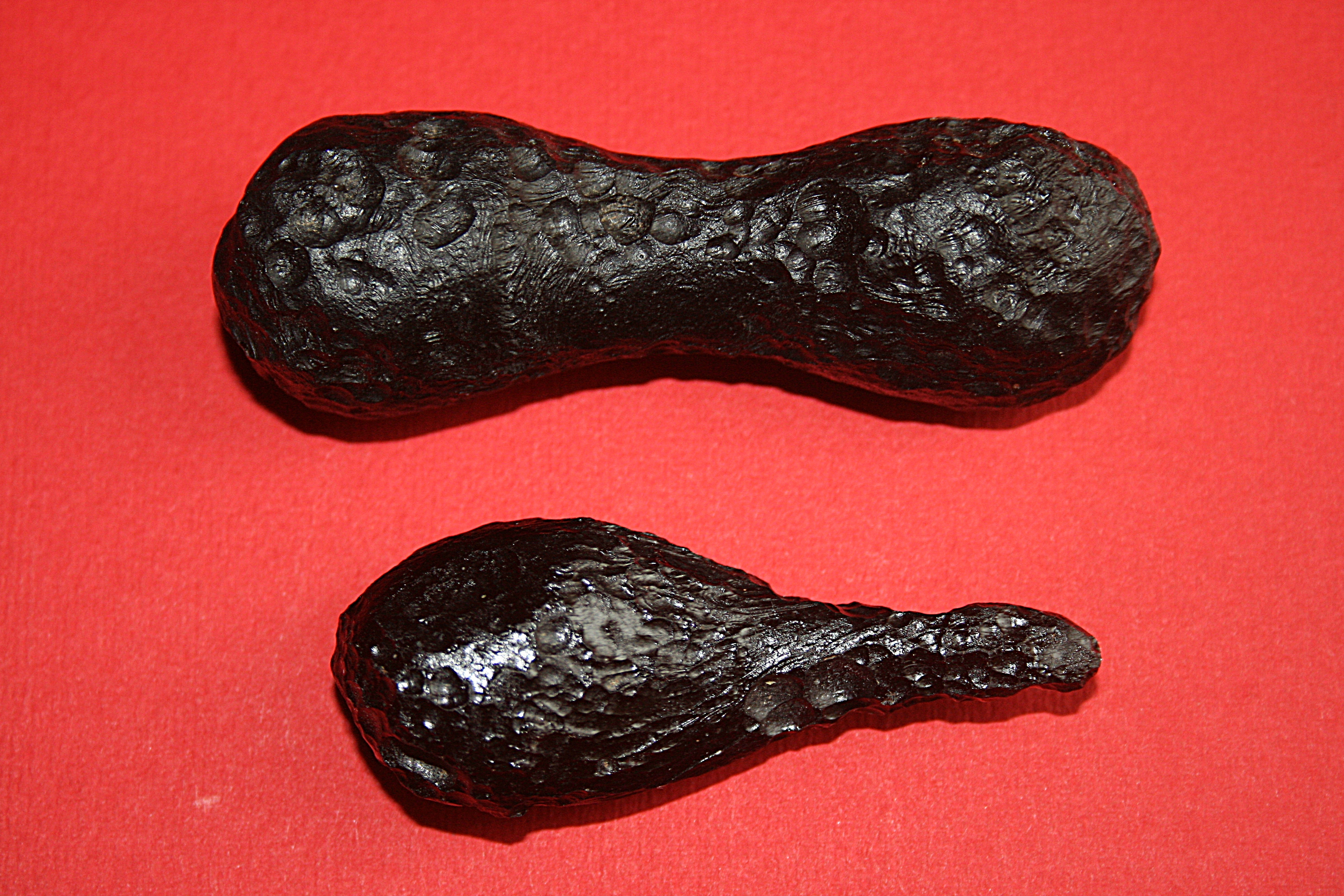
Тектиты-австралиты

По одной из гипотез, предполагающих происхождение тектитов из тела комет, где они присутствовали в качестве силикатных вкраплений, специфические неровности на их поверхности, отмечаемые во всех случаях, получают теоретическое объяснение. Вероятно, что высвобождение кремнезёмных тектитов из кометного вещества происходило в процессе взрывоподобного разрушения кометоидов при входе в плотные слои атмосферы. При том начальные скорости самостоятельного полёта стеклянных осколков оказывались чрезвычайно высокими, практически равняясь скорости полёта самого́ кометоида, то есть десяткам километров в секунду. Дальнейшая картина могла бы выглядеть примерно следующим образом: как объекты более прочные, чем остальные породы, слагающие комету, тектиты не подвергались полному разрушению и не сгорали в атмосфере, но, двигаясь по своим баллистическим траекториям, независимым от основного тела, тормозились в атмосфере и выпадали на землю уже со скоростями свободного падения.
Не исключено, что наблюдаемый на поверхностях некоторых тектитов необычный, а иногда и причудливый рельеф, напоминающий регмаглипты (отпечатки и углубления на поверхности метеоритов), вполне мог возникнуть в процессе именно такого резкого торможения в плотных слоях атмосферы. Образованию подобных фигурных неровностей, особенно у осколков, имевших изначально неправильную форму, могло также способствовать их быстрое беспорядочное вращение в раскалённом состоянии.

## Разновидности

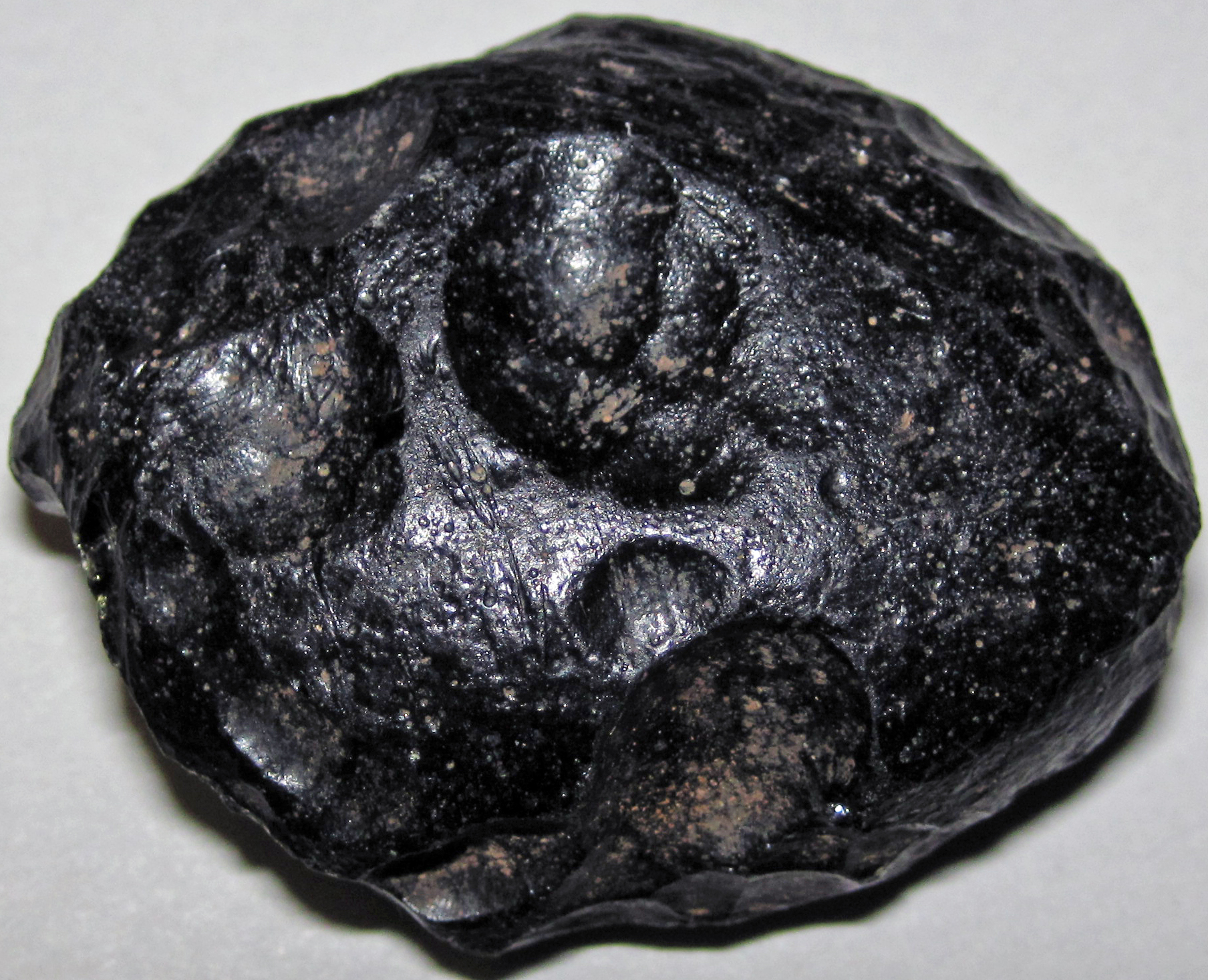
Индошинит

Находки тектитов известны на всех континентах, в том числе и Антарктиде, и называются они чаще всего в соответствии с названием той местности, где их находят. Наиболее известные разновидности: молдавиты (иначе — «влтавины» — от названия реки «Влтава») находят только в Южной Чехии между Ческе-Будеёвице и Каплице. Индошиниты находят во Вьетнаме, в Лаосе, Таиланде и Южном Китае; филиппиниты — на Филиппинах; биллитониты — на острове Биллитон, Индонезия; ивориты — в Кот-д’Ивуаре; георгианиты — в штате Джорджия, США; бедиаситы — около города Бедиас в штате Техас, США; австралиты — в Австралии; яваниты — на Яве; ливийское стекло — в Ливии; иргизиты — в Казахстане (кратер Жаманшин); нижегородские тектиты, канскиты и тектиты-протваниты — в России.
Ещё одна особенная разновидность тектита была обнаружена неподалёку от Куинстауна (в западной Тасмании). По сложившейся традиции она получила географическое название куинстаунит, хотя стала более известна как дарвинское стекло по названию близлежащей горы Дарвин. Этот вариант тектита содержит значительно больше кремнезёма (86-90 %), а содержание глинозёма, соответственно, ниже (около 6-8 %). Цвет белый (непрозрачный) или оливково-зелёный до чёрного. Кусочки этого стекла имеют размеры от крошечных капель — до крупных обломков длиной 5-7 см. и, как правило, содержат включения в виде пузырьков газа. Плотность колеблется между 1,85 и 2,3. Перечисленные параметры дарвинского стекла ниже обычных для тектитов:437.

## Микротектиты

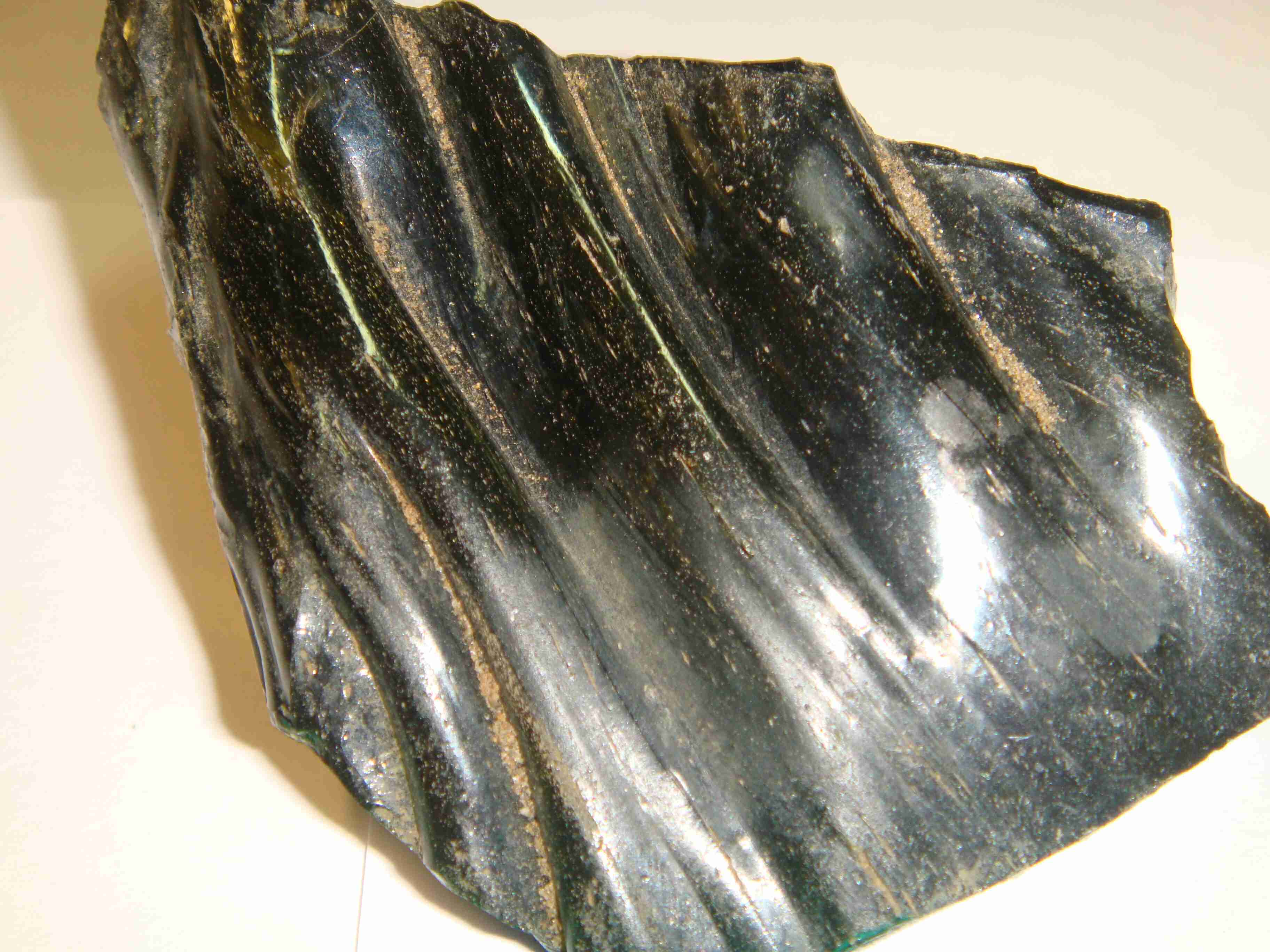
Протванит

Тектиты встречаются также и в виде «микротектитов». Это мелкие, размером в миллиметр и меньше стеклянные шарики, которые чаще всего встречаются в донных отложениях. Их находят практически повсеместно, иногда даже не подозревая, что имеют дело со стеклом космического происхождения, но чаще всего они попадаются в тех осадках, которые накапливаются очень постепенно, тысячелетиями или миллионами лет — в океаническом красном иле. Стекловидные шарики попадаются вместе с металлическими, представляющими собой смесь никеля и железа.
Микротектиты предположительно являются внеземным материалом, оплавленными в плотных слоях атмосферы частицами метеоритов, которые в виде космической пыли оседают на Землю.

## Возрастная классификация

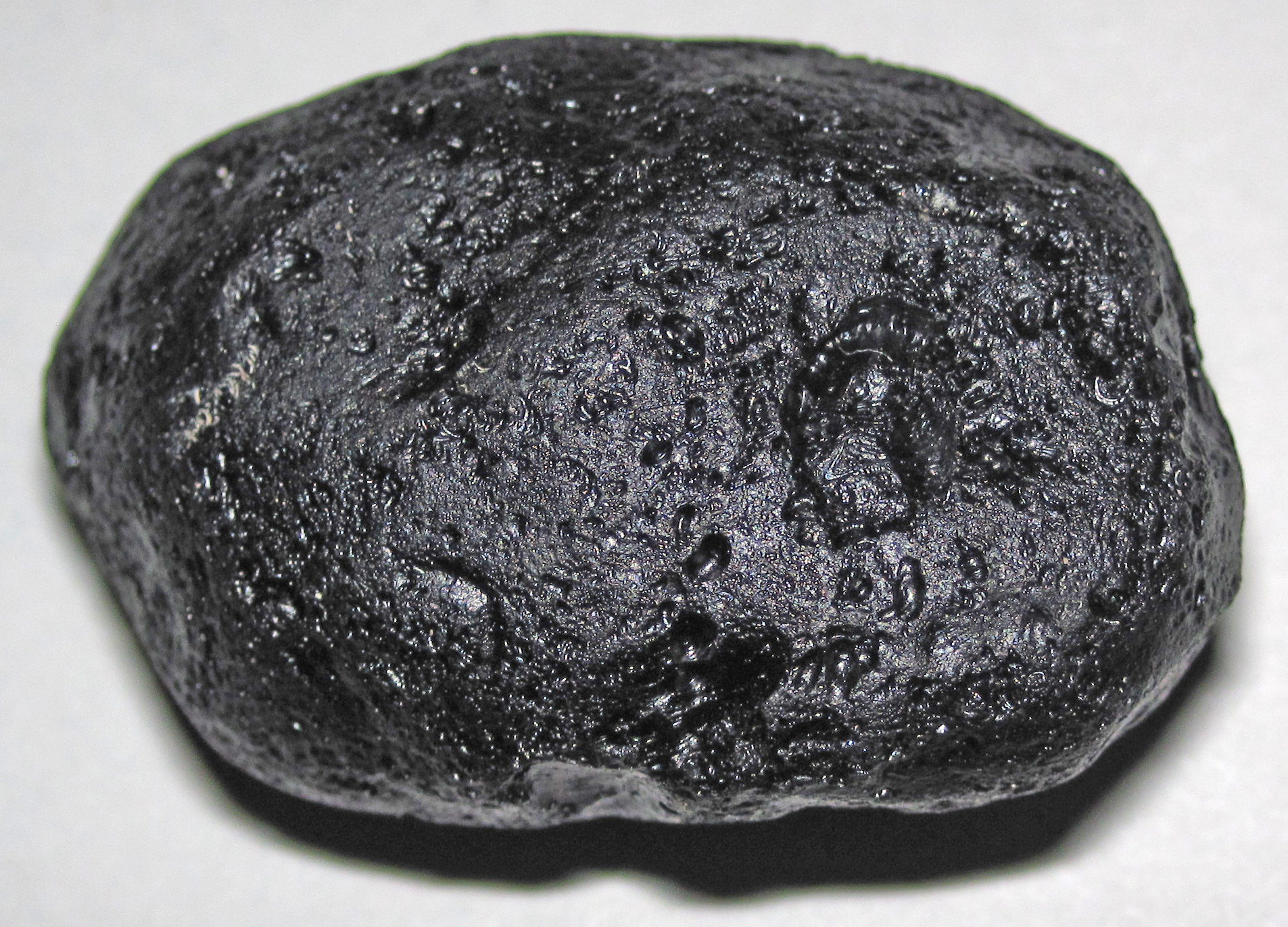
Бедиасит

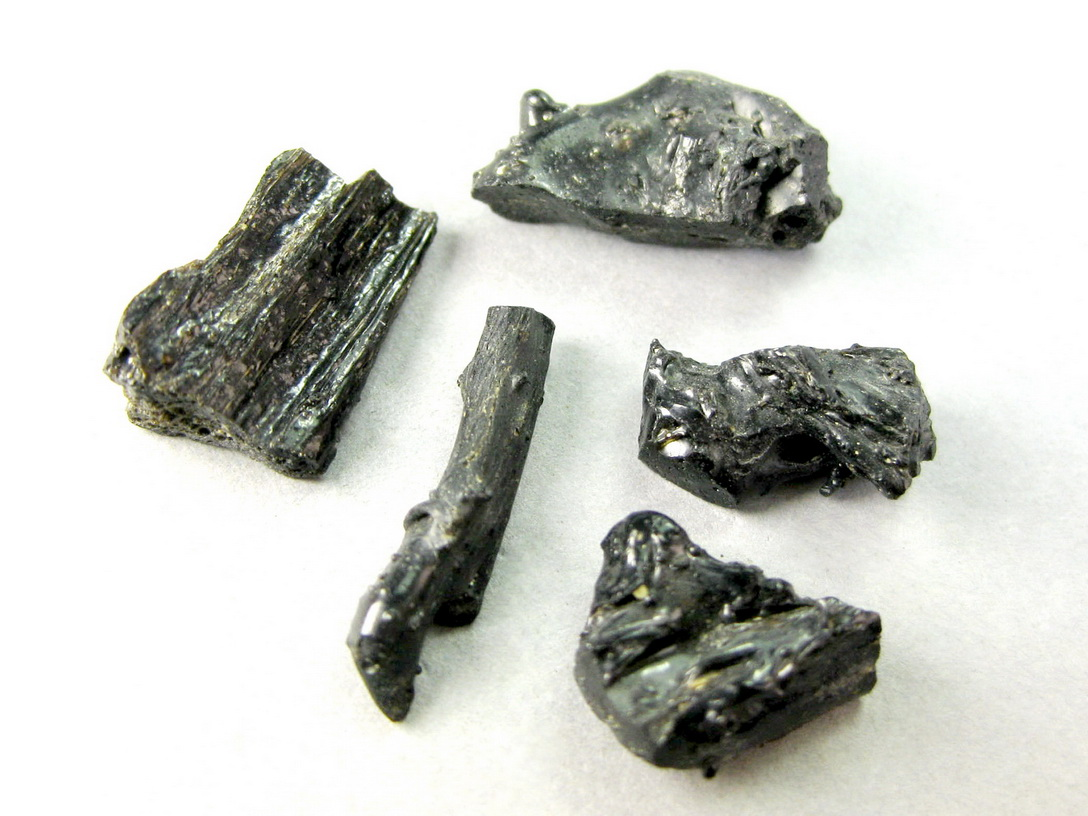
Иргизиты

Радиометрическая датировка показывает, что тектиты относятся к разным периодам. Их возрастная классификация выглядит следующим образом:
- Бедиаситы — 36 миллионов лет
- Георгианиты — 34 миллиона лет
- Молдавиты — 14,7 миллиона лет
- Тектиты Берега слоновой кости — 1,3 миллиона лет
- Дарвинское стекло — 816 тысяч лет
- Яваниты — 800 тысяч лет
- Индокитаиты — около 790 тысяч лет
- Биллитониты — 780—800 тысяч лет
- Австралиты — от 600 тысяч до 850 тысяч лет
- Филиппиниты — около 500 тысяч лет

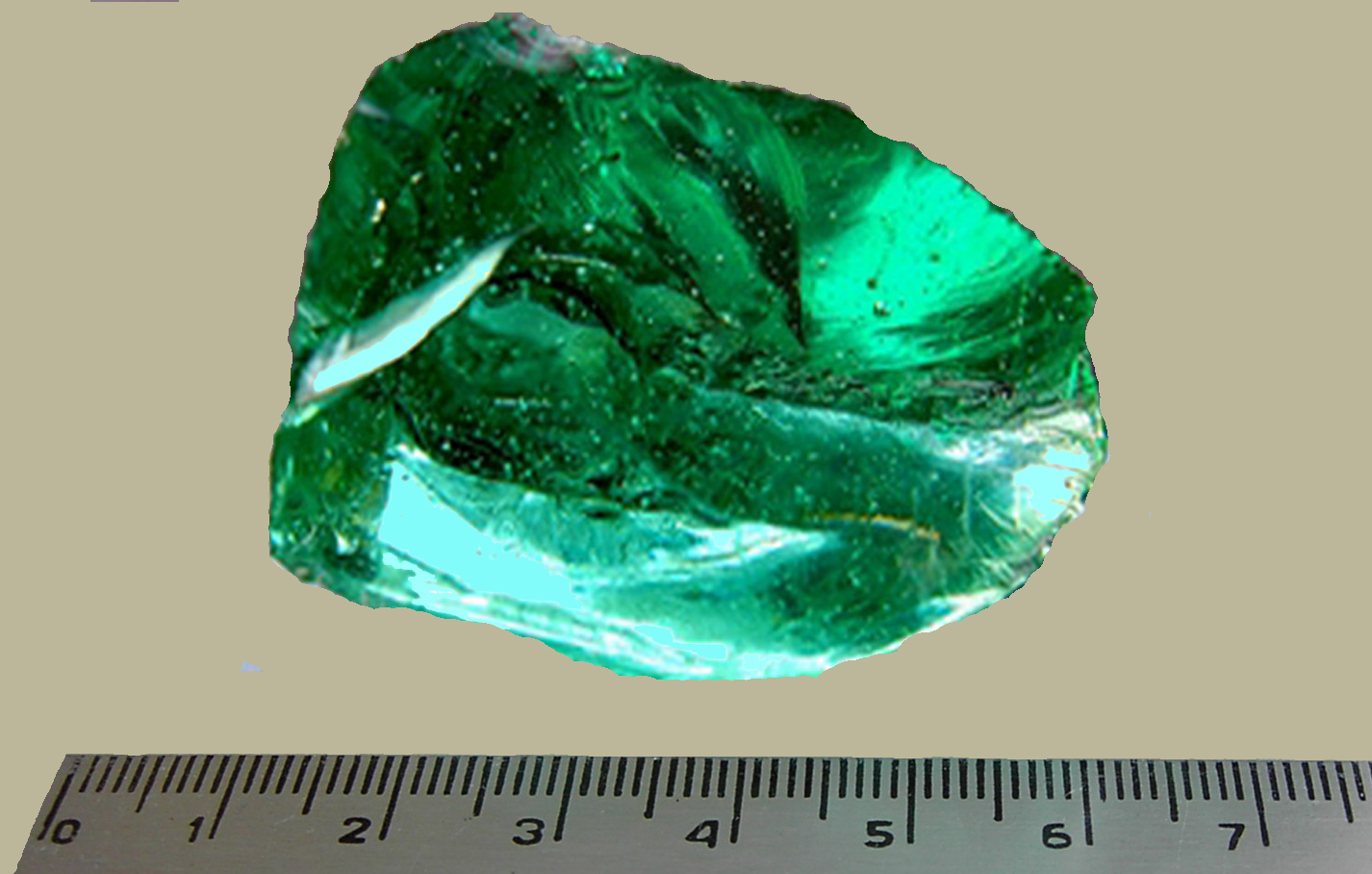
Канскит

- Ивориты — от 100 тысяч до 500 тысяч лет
- Ливийское стекло — несколько десятков тысяч лет.
- Иргизиты — 800 тысяч лет
- Нижегородские тектиты — несколько десятков тысяч лет
- Канскиты — не определялось
- Тектиты-протваниты — не определялось